# Praktnejlika
Praktnejlika (Dianthus superbus) L. är en art i familjen nejlikväxter.

## Beskrivning
Praktnejlika är en mångformig flerårig ört, som bildar lösa tuvor.
Stjälkarna är upprätta, och kan bli 60 cm höga eller mer.
Bladen är smalt lansettlika med sträva kanter.
Blommorna sitter 1 – 2 i toppen av en lång stjälk. De blir 3 – 5 cm i diameter och är väldoftande, särskilt starkt i skymningen. Fodret är cylindriskt och längre än 
hylsbladen. Kronbladen är djupt och smalt flikiga, ljust rosa med en gulgrön fläck och rosa hår vid basen.
Kromosomtal 2n = 30.
I Sverige blommar arten från juli till september.

## Underarter
- Dianthus superbus ssp. superbus – har grönt bladverk och blommor som blir 4 - 5 cm i diameter.
- Dianthus superbus ssp. alpestris – har grått bladverk och blommor som blir ca 3 cm i diameter. Växer i alpina områden i Europa och Asien.
- Dianthus superbus ssp. autumnalis – är en storväxande och sent blommande population i Frankrike.
- Dianthus superbus ssp. stenocalyx – från sydcentrala delen av europeiska Ryssland och norra Ukraina.

## Habitat
Stora delar av Europa och kallare delar av Asien.
I Sverige finns praktnejlika främst i Skåne och södra Halland. Besynnerligt nog finns praktnejlika även vid nordänden av Bottniska viken.
I Norge enbart vid de stora fjordarna i östra Finnmarken.
Förekommer även som odlad i trädgårdar.

## Biotop
Ängsmark.

## Bilder

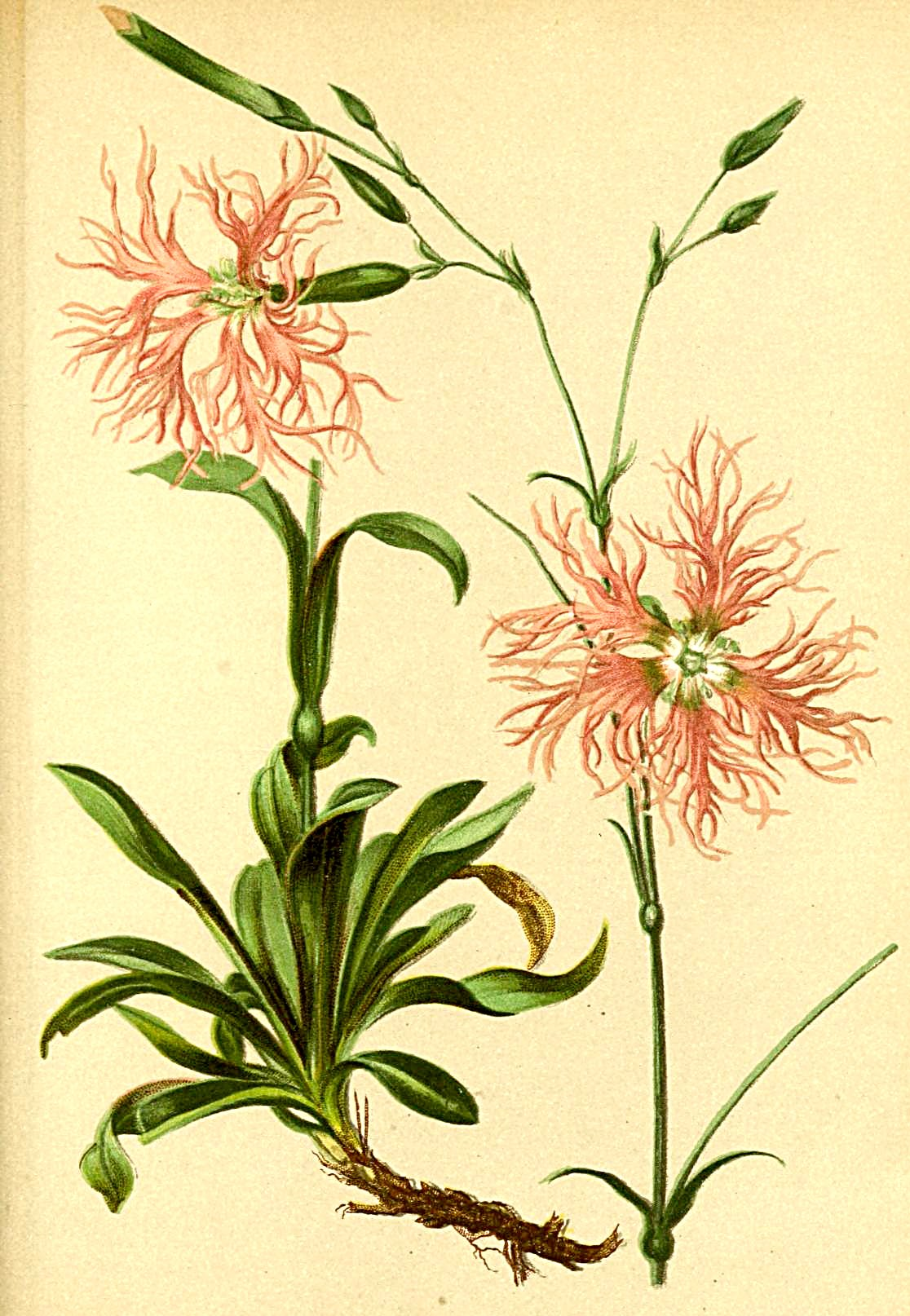
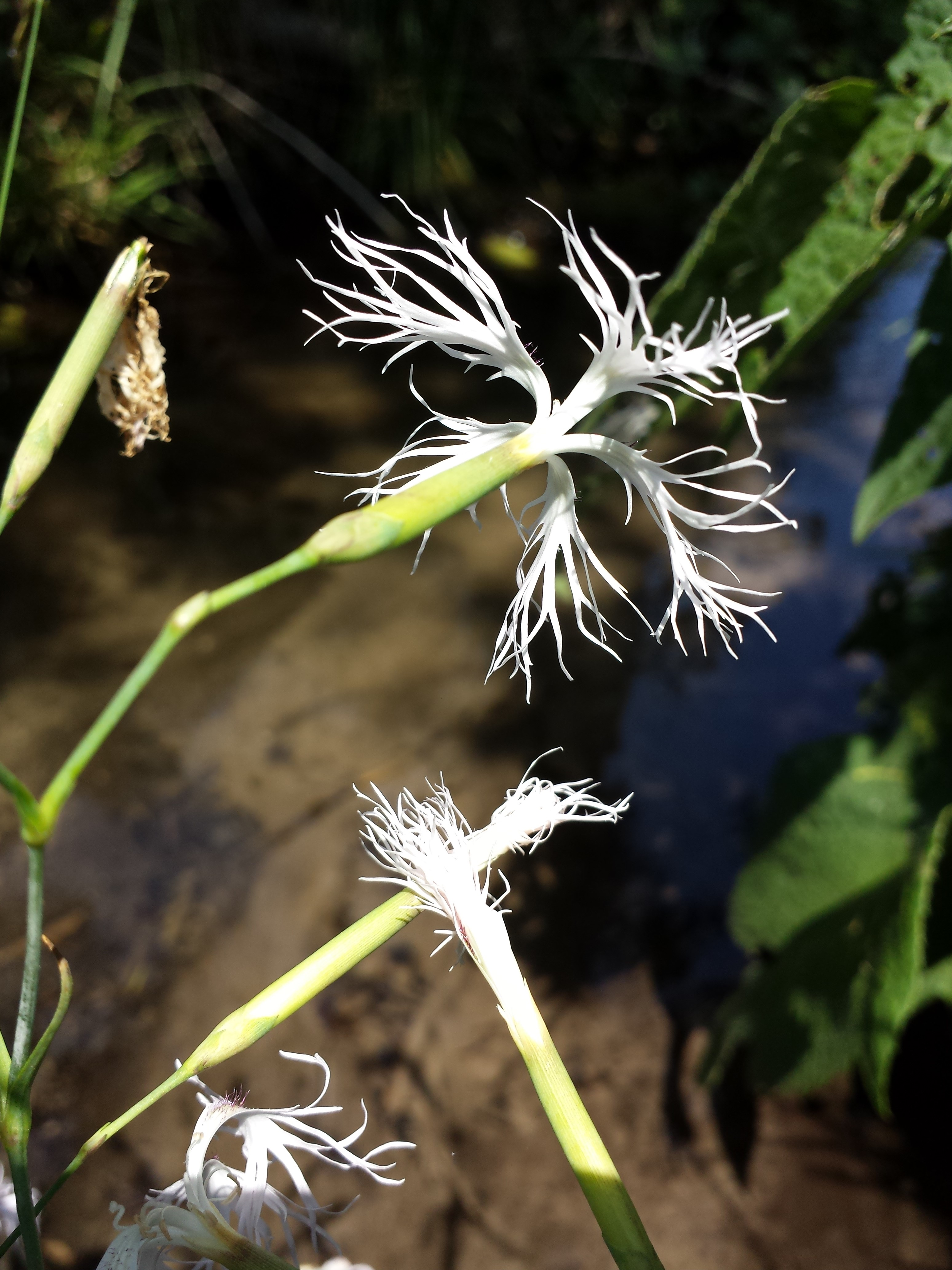
Dianthus superbus ssp. superbus
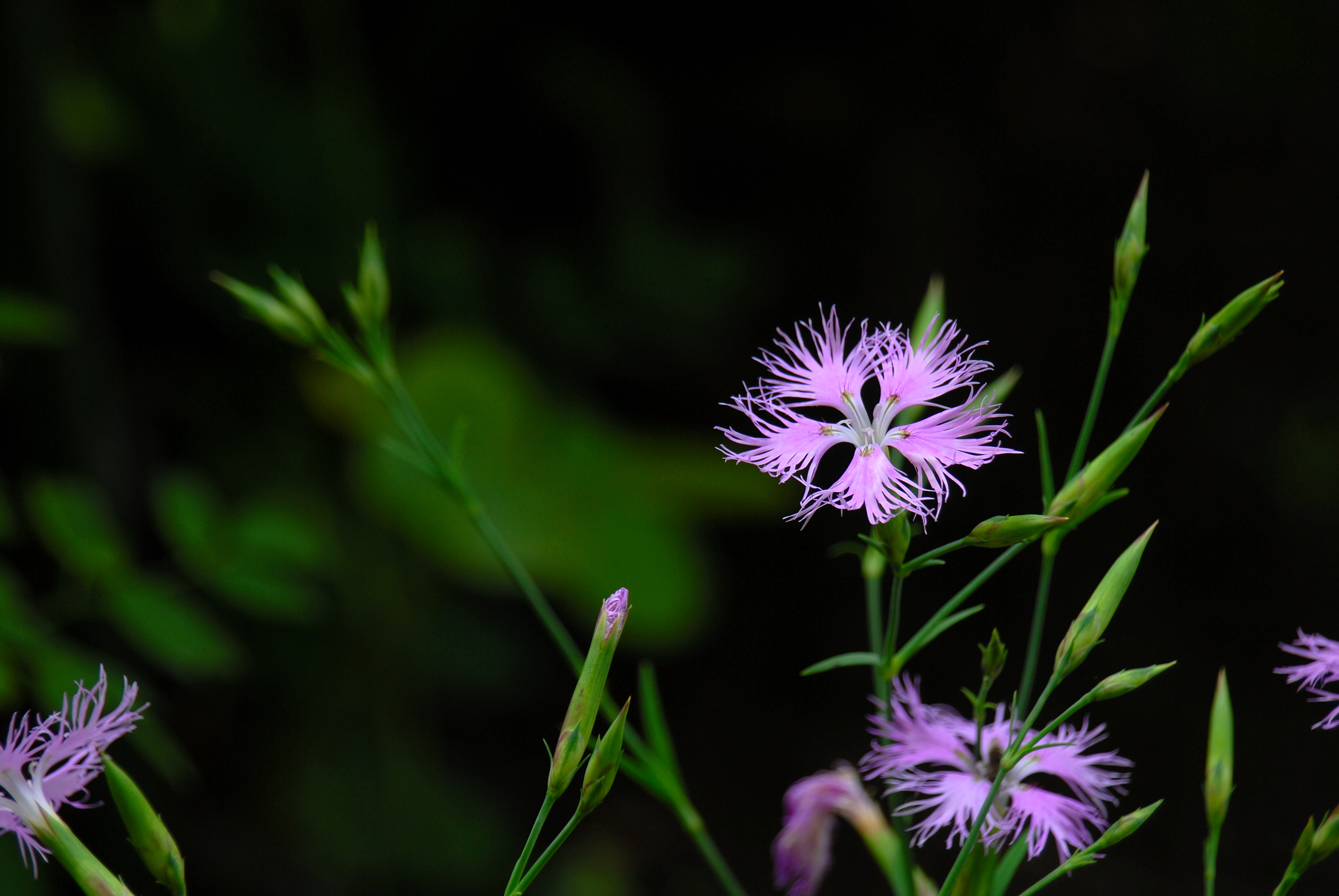
Dianthus superbus var. superbus
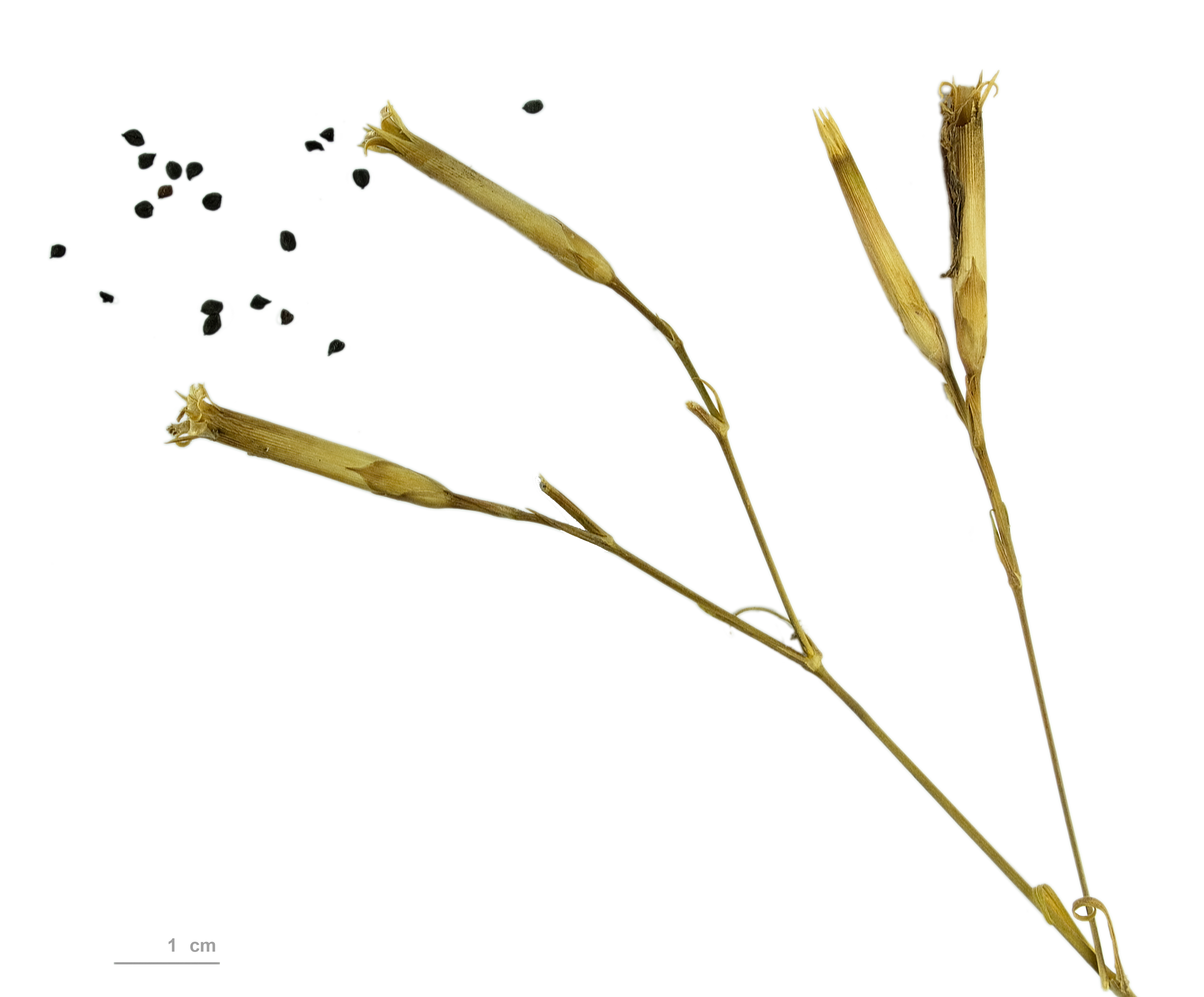
Herbariumreferens